# 格拉內羅斯

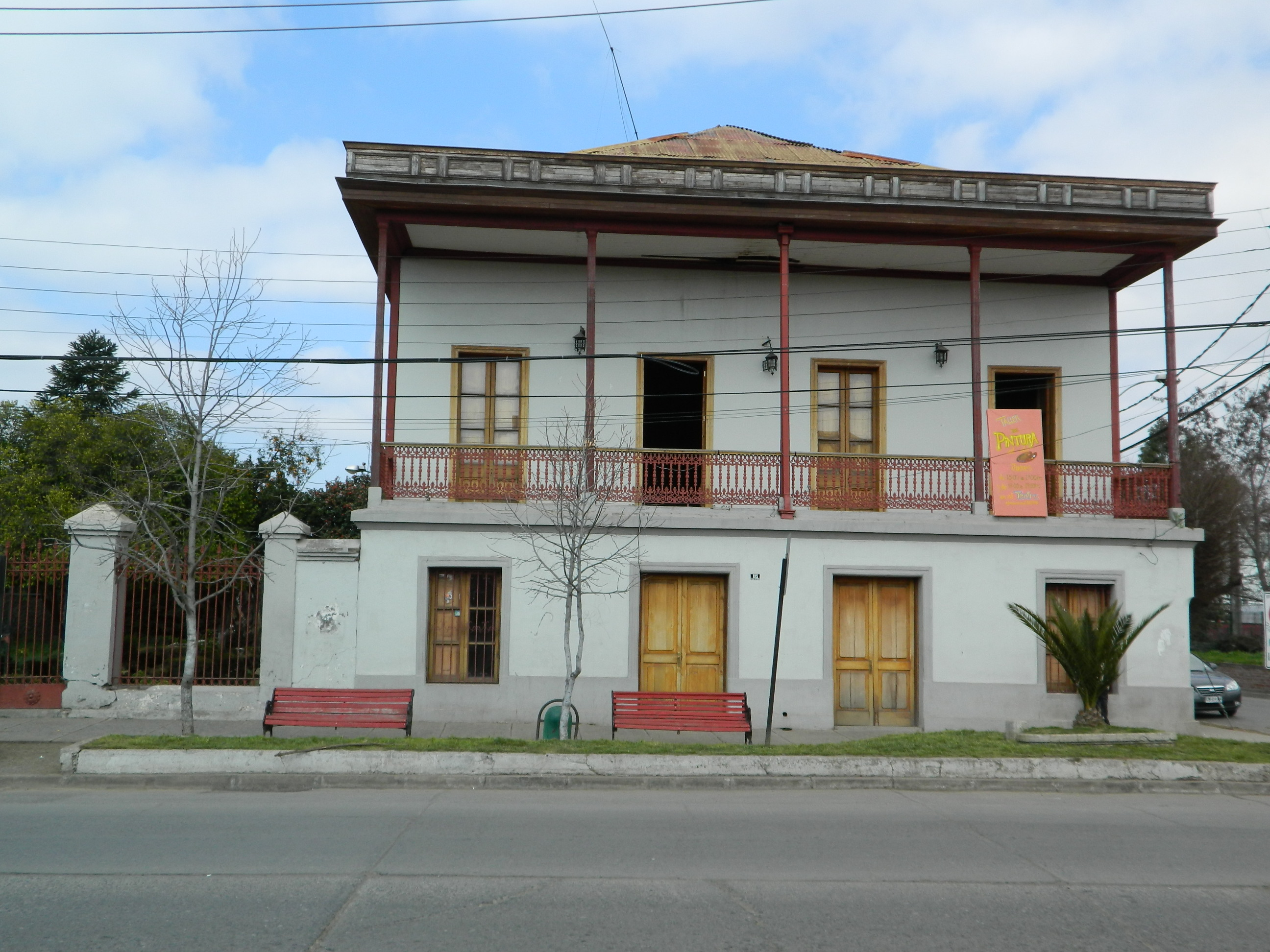

格拉內羅斯（西班牙語：Graneros），是智利的城市，位於該國中部奧伊金斯將軍解放者大區的卡查波阿爾省，始建於1899年，面積112.7平方公里，海拔高度113米，2012年人口30,320人，人口密度每平方公里270人。